# Idaea adversaria
Idaea adversaria là một loài bướm đêm trong họ Geometridae.